# Vignats
Vignats é uma comuna francesa na região administrativa da Normandia, no departamento Calvados. Estende-se por uma área de 8,96 km². Em 2010 a comuna tinha 300 habitantes (densidade: 33,5 hab./km²).